# Canon de 37 mm AC modèle 1934
Pour les articles homonymes, voir Canon de 37 mm.

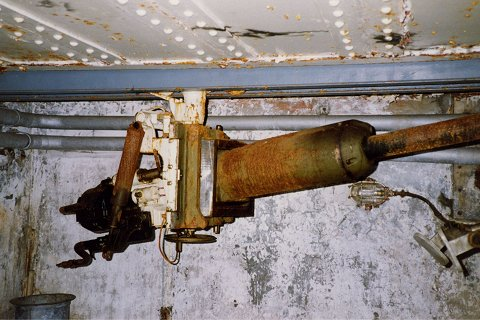
Un canon de 37 mm à l'ouvrage du Simserhof.

Le canon de 37 mm AC modèle 1934 est un canon antichar français de casemate, adopté pour équiper la ligne Maginot. Il est développé par les ateliers de Puteaux.

## Emploi
Il était installé dans certaines petites chambres de tir des casemates de la ligne Maginot, sur un créneau mixte en alternance avec un jumelage de mitrailleuses, suspendu par un charriot coulissant à un bi-rail.

## Caractéristiques
- longueur du tube : 1,97 m
- rayures du tube : 16 à droite
- cadence de tir : 20 coups par minute
- vitesse du projectile : 850 m/s
- perforation à 1 000 m : 30 à 40 mm